# .NET
.NET (anteriormente .NET Core) é um framework livre e de código aberto para os sistemas operacionais Windows, Linux e macOS. É um sucessor de código aberto do .NET Framework. O projeto é desenvolvido principalmente pela Microsoft e lançado com a Licença MIT.

## História
O .NET Core 1.0, anunciado em 12 de novembro de 2014, foi lançado em 27 de junho de 2016, junto com o Microsoft Visual Studio 2015 Update 3, que permite o desenvolvimento com .NET Core. O .NET Core 1.0.4 e o .NET Core 1.1.1 foram lançados junto com o .NET Core Tools 1.0 e o Visual Studio 2017 no dia 7 de março de 2017.
O .NET Core 2.0 foi lançado no dia 14 de agosto de 2017, junto com o Visual Studio 2017 15.3, o ASP.NET Core 2.0, e o Entity Framework Core 2.0. O .NET Core 2.1 foi lançado no dia 30 de maio 2018. O .NET Core 2.2 foi lançado em 4 de dezembro de 2018.
O .NET Core 3 foi anunciado em 7 de maio de 2019, na Microsoft Build. A versão 3.0.0 foi lançada a 23 de setembro de 2019. Com o .NET Core 3 o framework passou a suportar desenvolvimento de software aplicativo desktop, inteligência artificial/aprendizado de máquina e apps IoT.
O lançamento após o .NET Core 3.1 foi o .NET 5, que passou a ser o único .NET a ser atualizado – justificando a remoção da marca "Core" e pulo da versão 4 para evitar confusão com o .NET Framework 4.x.
| Versão        | Data de lançamento | Lançado com                     | Última atualização | Data da última atualização | Suporte termina em     |
| ------------- | ------------------ | ------------------------------- | ------------------ | -------------------------- | ---------------------- |
| .NET Core 1.0 | 2016-06-27         | Visual Studio 2015 Update 3     | 1.0.16             | 2019-05-14                 | 27 de junho de 2019    |
| .NET Core 1.1 | 2016-11-16         | Visual Studio 2017 Version 15.0 | 1.1.13             | 2019-05-14                 | 27 de junho de 2019    |
| .NET Core 2.0 | 2017-08-14         | Visual Studio 2017 Version 15.3 | 2.0.9              | 2018-07-10                 | 1 de outubro de 2018   |
| .NET Core 2.1 | 2018-05-30         | Visual Studio 2017 Version 15.7 | 2.1.30 (LTS)       | 2020-01-14                 | 21 de agosto de 2021   |
| .NET Core 2.2 | 2018-12-04         | Visual Studio 2017 Version 15.9 | 2.2.8              | 2019-11-19                 | 23 de dezembro de 2019 |
| .NET Core 3.0 | 2019-09-23         | Visual Studio 2019 Version 16.3 | 3.0.3              | 2020-02-18                 | 3 de março de 2020     |
| .NET Core 3.1 | 2020-01-15         | Visual Studio 2019 Version 16.4 | 3.1.31 (LTS)       | 2022-11-08                 | 3 de dezembro de 2022  |
| .NET 5        | 2020-11-10         | Visual Studio 2019 Version 16.8 | 5.0.17             | 2022-05-10                 | 5 de maio de 2022      |
| .NET 6        | 2021-11-08         | Visual Studio 2022 Version 17.0 | 6.0.11 (LTS)       | 2022-11-08                 | 12 de Dezembro de 2024 |
| .NET 7        | 2022-11-08         | Visual Studio 2022 Version 17.4 | 7.0.0              | 2022-11-08                 | 14 de Maio de 2024     |
| .NET 8        | 2023-11-14         | Visual Studio 2022 17.8         | 8.0.3              | 2024-03-26                 | 10 de novembro de 2026 |

## Linguagens suportadas
O .NET Core suporta plenamente C# e F# (e C++/CLI a partir da versão 3.1, apenas no Windows) e Visual Basic .NET.
Atualmente o VB.NET compila e roda no .NET Core, mas o Visual Basic Runtime separado não é implementado. A Microsoft inicialmente anunciou que o .NET Core 3 incluiria o Visual Basic Runtime, mas após dois anos a linha do tempo para o suporte foi atualizada para o .NET 5.

## .NET Aspire
O .NET Aspire é fornecido com o .NET 8 e a disponibilidade geral está planejada para a primavera de 2024. O .NET Aspire é a pilha pronta para nuvem que simplifica o desenvolvimento de aplicativos nativos da nuvem. O .NET Aspire oferece uma variedade de padrões e ferramentas para o desenvolvimento e execução de aplicativos distribuídos. O .NET Aspire auxilia os desenvolvedores com o seguinte:
- Ferramentas. O .NET Aspire oferece uma variedade de modelos de projeto e experiências de ferramentas projetadas especificamente para Visual Studio e CLI dotnet.
- Orquestração. O .NET Aspire auxilia na execução e estabelecimento de conexões entre aplicativos multiprojetos e suas dependências associadas.
- Componentes. Os componentes do .NET Aspire são pacotes NuGet projetados especificamente para serviços amplamente utilizados como Redis ou PostgreSQL. Isso garante uma conexão consistente e perfeita com sua aplicação.

## .NET MAUI
.NET MAUI é uma estrutura de plataforma cruzada para construir aplicativos móveis e de desktop a partir de uma única base de código C#. O .NET MAUI está disponível para a criação de aplicativos rich client direcionados a dispositivos móveis iOS e Android e computadores desktop Windows e MacOS. A Microsoft anunciou o fim do suporte ao Xamarin, tornando o .NET MAUI uma opção para a criação de aplicativos multiplataforma.